# Kraftwerk Castellón
Das Kraftwerk Castellón (spanisch Central térmica de Castellón) ist ein Gas-und-Dampf-Kombikraftwerk in der Gemeinde Castellón de la Plana, Provinz Castellón, Spanien. Die installierte Leistung des Kraftwerks beträgt 1647 (bzw. 1655) MW. Es ist im Besitz von Iberdrola Generacion S.A. und wird auch von Iberdrola betrieben. Das Kraftwerk ging 1972 mit dem ersten Block in Betrieb; das GuD-Kraftwerk wurde 2002 mit dem ersten Block in Betrieb genommen.

## Kraftwerksblöcke
Das Kraftwerk besteht gegenwärtig aus zwei Blöcken, die 2002 und 2008 in Betrieb gingen. Die folgende Tabelle gibt einen Überblick:
| Block | Einheit | Max. Leistung (MW) | Betriebsbeginn | Turbine | Generator | Dampfkessel      | Status      |
| ----- | ------- | ------------------ | -------------- | ------- | --------- | ---------------- | ----------- |
| 1     |         | 530                | 1972           | GE      | GE        | Babcock & Wilcox | Stillgelegt |
| 2     |         | 530                | 1973           | GE      | GE        | Babcock & Wilcox | Stillgelegt |
| 3     | 1       | 265                | 2002           | GE      | GE        | NEM              |             |
| 3     | 2       | 265                | 2002           | GE      | GE        | NEM              |             |
| 3     | 3       | 265                | 2002           | GE      | GE        |                  |             |
| 4     | 1       | 285                | 2008           | GE      | GE        |                  |             |
| 4     | 2       | 285                | 2008           | GE      | GE        |                  |             |
| 4     | 3       | 285                | 2008           | GE      | GE        |                  |             |

Die Blöcke 1 und 2 wurden mit Schweröl betrieben.